# 최동호 (1939년)
최동호(崔東鎬, 1939년 5월 1일 ~ )는 대한민국의 전 기자이자 앵커 및 전 대학총장이다. 부사장 역임했다. 
- KBS 부사장 역임 (1994~1998)

## 텔레비전
- KBS1 《KBS 뉴스9》(평일 : 1981년 5월 1일 ~ 1986년 2월 22일, 1993년 5월 3일 ~ 1993년 7월 2일)

## 경력
- 1964년 ~ 1979년 : 동아방송 보도제작부 차장
- 1979년 ~ 1998년 : KBS 6기 공채기자

## 학력
- 인천고등학교(56회) 졸업
- 한국외국어대학교 영어과(57학번) 학사

## 관련 인물
- 신은경